# Consejo de Estado (Dinamarca)
El Consejo de Estado (danés: Statsrådet; feroés: Ríkisráðið; groenlandés: Naalagaaffimmi Siunnersuisoqatigiit) es el consejo privado del Reino de Dinamarca. El cuerpo de asesores del monarca danés, el consejo es una institución formal, con funciones principalmente ceremoniales. Presidido por el monarca, el consejo está integrado por todos los ministros del gabinete y el príncipe heredero o la princesa heredera cuando sea mayor de edad. Cuando no esté disponible, el monarca está representado por el regente o Lord Protector (danés: Rigsforstander).
En sus inicios, el consejo fue un lugar de debate entre los ministros sobre la política del gobierno. Sin embargo, desde la formación de verdaderos partidos políticos a principios del siglo XX, estos debates se trasladaron del consejo a reuniones ministeriales informales donde se podía coordinar la política gubernamental, que generalmente se realizan todos los miércoles. Como resultado, la función principal del consejo hoy es otorgar el asentimiento real, que se realiza mediante las contra-firmas del monarca y un ministro. Antes de conceder el consentimiento, el ministro correspondiente explica el objetivo general del proyecto de ley presentado al consejo. De acuerdo con el artículo 22 de la constitución danesa, un proyecto de ley debe ser aprobado dentro de los treinta días posteriores a su aprobación por el parlamento, a más tardar, para que se convierta en ley. En casos urgentes, o si una ley aprobada entra en conflicto con este plazo si sólo se firma en la siguiente reunión programada del consejo, el ministro responsable de la ley también puede visitar la institución real en una reunión separada antes de la reunión programada del consejo, y pedir el consentimiento real. El monarca no puede ser considerado responsable de ningún asentimiento concedido.
Además de promulgar proyectos de ley parlamentarios, por regla general, todos los proyectos de ley del gobierno también deben contar con la aprobación formal del monarca y un ministro antes de ser presentados al parlamento. El consejo también aprueba todas las acciones oficiales del monarca como jefe de Estado.
Los protocolos del consejo son secretos. Aunque es una parte formal del procedimiento de promulgación legal en Dinamarca, el asentimiento real es hoy en día solo una formalidad, ya que el monarca danés no participa directamente en la toma formal de decisiones y está obligado a firmar todas las leyes aprobadas en las reuniones mensuales llamadas Statsråd.
A diferencia de sus homólogos británicos y canadienses, la pertenencia al consejo no conlleva el derecho a un título especial o una forma de dirección.

## El Consejo y la Constitución
Sección 17 de la constitución danesa (danés: Danmarks Riges Grundlov) en términos generales establece las reglas del consejo. La sección 18 de la constitución que permite a los ministros celebrar reuniones del consejo sin el monarca, el llamado Consejo de Ministros, ya no está en vigor.
Sección 17

 (1) El cuerpo de Ministros formará el Consejo de Estado, en el que el Heredero al Trono tendrá asiento cuando sea mayor de edad. El Consejo de Estado será presidido por el Rey, salvo en el caso mencionado en la sección 8, y en los casos en que la legislatura, en cumplimiento con la sección 9, haya delegado la conducción del gobierno en el Consejo de Estado.

 (2) Todos los proyectos de ley y las medidas gubernamentales importantes se debatirán en el Consejo de Estado.

## Del Presidium del Consejo a la Oficina de  los Primeros Ministros
De 1848 a 1918, la persona a cargo del presidium del Consejo (danés: Konseilspræsidiet) llevaba el título de presidente del Consejo y era el primer ministro de facto. En 1918, el presidium se había convertido en una oficina de gobierno regular y se transformó en lo que hoy se conoce como el Ministerio del Estado (danés: Statsministeriet).
La oficina consta del Primer Ministro, una secretaría del Primer Ministro y un departamento encabezado por un secretario de estado permanente. Además de ser la oficina del primer ministro, también es el ministerio de prensa y de Groenlandia y de las Islas Feroe.